# جوزيف روسكين
جوزيف روسكين (بالإنجليزية: Joseph Ruskin)‏ هو ممثل أمريكي، ولد في 14 أبريل 1924 بهافر هيل في الولايات المتحدة، وتوفي في 28 ديسمبر 2013 بسانتا مونيكا في الولايات المتحدة بسبب مرض.

## أعمال

### أفلام
- (1960) السبعة الرائعون
- (2002) الملك العقرب[3][4][5]

### مسلسلات
- إيلياس

## وصلات خارجية
- جوزيف روسكين على موقع IMDb (الإنجليزية)
- جوزيف روسكين على موقع ألو سيني (الفرنسية)
- جوزيف روسكين على موقع أول موفي (الإنجليزية)
- جوزيف روسكين على موقع قاعدة بيانات الأفلام السويدية (السويدية)
- جوزيف روسكين على موقع قاعدة بيانات الفيلم (الإنجليزية)
- جوزيف روسكين على موقع كينوبويسك (الروسية)